# 니시카타 진야
니시카타 진야(西方 仁也, Nishikata Jin'ya, 1968년 12월 4일~)는 일본의 스키 점프 선수(스키 점퍼)이다.
그는 1988년부터 2001년까지 활동하였으며,  1994년 동계올림픽에서 라지힐 단체전 은메달을 획득하였다. 그리고 1995년 노르딕 세계 스키 선수권 대회에서 라지힐 단체전 동메달을 획득하였다.
니시카타 진야는 1993년부터 1996년까지 월드컵의 4컵에서 Top3 안에 드는 쾌거를 기록하였다.
하지만 1998년 고향에서 개최된 삿포로 월드컵에서는 국가대표로 선출되지 못하였고, 스키를 활강하기 좋은 조건인지 확인하기 위한 테스트 점퍼로서 활약하게 되었다.
이 이야기를 토대로 영화가 제작되어 2021년 다나카 케이 주연으로 히노마루소울~무대 뒤의 영웅들~ 제목으로 개봉되었다.